# Сердца (фильм)
«Сердца» (фр. Cœurs) — французский кинофильм 2006 года режиссёра Алена Рене, снятый по пьесе Алана Эйкборна «Частные страхи в публичных местах». Фильм стал обладателем ряда наград, включая «Серебряного льва» международного Венецианского кинофестиваля.

## Общий фон
Второй раз в своей карьере Ален Рене обращается к произведениям Алана Эйкборна в качестве исходного материала (первым опытом была адаптация пьесы Курить/Не курить). Оставив прежней структуру оригинала, он переносит обстановку окружающую действие фильма из провинциальной Англии в 13-й район Парижа.
Фильм содержит более полусотни эпизодов, в каждом из которых, как правило, участвуют два персонажа — изредка три или один. Все сцены связаны друг с другом видеопереходами в форме падающего снега — приём свойственный Рене со времён его «Любовь до смерти».
В картине задействованы привычные для Рене актёры (Ардити, Азема, Дюссолье, Вильсон), помогали давние технические партнёры и специалисты, хотя с оператором Эриком Готье он работал впервые.
Вымышленные ТВ-программы «Песни изменившие мою жизнь», которые упоминаются в фильме, снимал режиссёр Бруно Подалидес.

## Сюжет
В современном Париже шестеро персонажей фильма противостоят своему духовному одиночеству, в то время как их жизни переплетаются.
Дан, в недалёком прошлом военный уволенный из армии за некую провинность, тратит почти своё время в гостиничном баре, рассказывая свои горести бармену Лионелю, которого доводит дома не встающий с постели больной отец. Взаимоотношения Дана с Николь переживают нелучшие времена, и он, следуя совету Лионеля, размещает объявление в газете знакомств, на которое откликается Гаэль — одинокая молодая женщина, живущая со своим старшим братом Тьерри.
Тьерри — агент по недвижимости — пытается найти новую квартиру для Дана и Николь. В том же риелторском агентстве работает и Шарлотта. Она также одинока, помешана на религии, находя вдохновение в религиозных ТВ-программах, которые и пропагандирует Тьерри. Взяв одну из кассет с записью этой телепередачи, в конце скучной для него записи он с удивлением обнаруживает обрывок видеоролика с зажигательным эротическим танцем женщины похожей на Шарлотту (лицо танцовщицы в кадре не видно). Восприняв клип как завуалированный намёк, Тьерри пытается приставать Шарлотте, однако получает сокрушительный отпор.
В свободное от работы время Шарлотта подрабатывает сиделкой, присматривая за прикованным к постели отцом Лионеля, когда тот уходит на свою работу в бар. Старик невыносим. Сиделки, как правило, бросают его в первый же день, не выдерживая его неукротимого нрава. Но Лионель всё же не хочет отправлять его в дом престарелых. После нескольких визитов, прошедших в атмосфере непрерывного стресса, Шарлотта решает успокоить скверного деда. Для этого она, нарядившись в кожаное бельё, исполняет ему стриптиз, после чего возвращается к своему привычному набожному поведению. Вернувшийся Лионель застаёт своего отца спящим с блаженной улыбкой на устах. А на следующий день его госпитализируют.
Гаэль, придя не вовремя на очередное свидание к Дану в гостиничный бар, застаёт того сидящим за столиком с Николь. Истолковав это как предательство, она в слезах убегает. Хотя в тот момент Дан и Николь пришли к выводу о том, что им следует окончательно расстаться.
К концу фильма все его герои ещё более одиноки, чем в его начале.

## В ролях
| Актёр          | Роль          |
| -------------- | ------------- |
| Сабин Азема    | Шарлотта      |
| Изабель Карре  | Гаэль         |
| Лаура Моранте  | Николь        |
| Пьер Ардити    | Лионель       |
| Андре Дюссолье | Тьерри        |
| Ламбер Вильсон | Дан           |
| Клод Риш       | Артур (голос) |

## Съёмочная группа
- Режиссёр — Ален Рене
- Автор сценария — Жан-Мишель Рибе
- Продюсер — Бруно Песери
- Исполнительный продюсер — Джули Сальвадор
- Редактор — Эвре де Лузе
- Композитор — Марк Сноу
- Оператор — Эрик Готье

## История проката

### Даты премьер
Даты приведены в соответствии с данными IMDb.
- Италия — 2 сентября 2006
(премьерный показ на международном кинофестивале в Венеции)
- Канада — 12 сентября 2006
(показ на международном кинофестивале в Торонто)
- США — 6 октября 2006
(показ на кинофестивале в Нью-Йорке)
- Франция — 17 ноября 2006
(показ на кинофестивале в Аррасе)
- Франция — 22 ноября 2006
- Греция — 26 ноября 2006
(показ на международном кинофестивале в Салониках)
- Бельгия — 29 ноября 2006
- Италия — 6 декабря 2006
- Германия — 9 февраля 2007
(показ на международном кинофестивале Берлинале)
- Германия — 29 марта 2007
- США — 13 апреля 2007 (Ограниченный прокат)
- Греция — 19 апреля 2007
- Мексика — 4 мая 2007
(показ на кинофестивале Muestra Internacional de Cine)
- Республика Корея — 10 мая 2007
- Израиль — 7 июня 2007
- Китайская Республика — 2 июля 2007
(показ на кинофестивале в Тайбэе)
- Чехия — 3 июля 2007
(показ на кинофестивале в Карловых Варах)
- Бразилия — 6 июля 2007
- Великобритания — 13 июля 2007
(показ на кинофестивале в Кэмбридже)
- Польша — 20 июля 2007
(показ на международном фестивале кино «ERA Новые Горизонты»)
- Великобритания — 20 июля 2007
- Россия — конец июля 2007
(показ на Московском международном кинофестивале)
- Аргентина — 2 августа 2007
- Австралия — 6 декабря 2007
- Португалия — 14 февраля 2008
- Испания — 15 февраля 2008
- Финляндия — 12 июня 2008
(показ на кинофестивале Midnight Sun)
- Мексика — 27 июня 2008

### Реакция
После выхода на экран «Сердца» получили чрезвычайно тёплый приём французской прессы, реакция публики была более умеренна, хотя фильм собрал и неплохую кассу. Британская и американская критика была также благосклонна к картине, хотя высказывались сомнения о значимости этой работы. Комментарии обозревателей колебались от «разочаровывающий» и «несущественный» до «утончённая комедия/драма» и «шедевр по любым меркам».
Одним из аспектов, отмеченных англо-американскими критиками, была нарочитая театральность в стиле съёмки: «Фильм полностью снят в декорациях подчёркивающих его сценичность — видимое отсутствие потолков при съёмках сверху, преобладание ярких красок пастельных тонов (розовых, оранжевых, белых), частое присутствие в кадре на переднем плане объектов скрывающих часть происходящего на экране: травлёное или матовое стекло, занавески из бусин, художественная ковка, полупрозрачные покрывала и так далее». «…Изящная находка, создающая превосходную и постоянную атмосферу — это Париж, где всё время тихо падает снег, даже (в одном моменте) в закрытых помещениях — придаёт многочисленным попыткам персонажей вырваться за тупиковые рамки своих жизней демонстративную магию сказки».
Мизансцена также навевает темы одиночества и разлуки: «Рене гораздо больше интересуют барьеры способные разделить нас — будь-то внутренняя стена, ошибочно делящая пополам комнату в первой квартире, посещаемой Николь, или занавес из бисера, перекрывающий бар Лионеля на две части, стеклянная перегородка, стоящая в офисе между Шарлоттой и Тьерри — тематические противостояния рая и ада, мужчины и женщины, искушения и благочестия».
«Все герои фильма ищут любовь и общение. Они очень одиноки, хотя ни один не склонен к замкнутости. На их собственную сущность и чувственность лишь намекают. Они живут в своего рода эмоциональном и социальном пятне…».
Кроме того отмечалось качество действия: «Превосходная сцена и актёры — это одна из основных причин того, что в работе Рене так легко уживаются театральное с кинематографическим».

## Награды и номинации
Список наград и номинаций приведён в соответствии с данными IMDb.

### Награды
| Год  | Событие                    | Награда                                   | Награждённый  |
| ---- | -------------------------- | ----------------------------------------- | ------------- |
| 2006 | Венецианский кинофестиваль | Серебряный лев                            | Ален Рене     |
| 2006 | Венецианский кинофестиваль | Кубок Пасинетти                           | Лаура Моранте |
| 2007 | European Film Awards       | специальная награда кинокритиков ФИПРЕССИ | Ален Рене     |
| 2007 | Кинопремия «Étoile d’Or»   | Лучшая режиссура                          | Ален Рене     |

### Номинации
| Год  | Событие                    | Награда                        | Номинант                                      |
| ---- | -------------------------- | ------------------------------ | --------------------------------------------- |
| 2006 | Венецианский кинофестиваль | Золотой лев                    | Ален Рене                                     |
| 2007 | Кинопремия «Сезар»         | Лучшая режиссура               | Ален Рене                                     |
| 2007 | Кинопремия «Сезар»         | Лучшая операторская работа     | Эрик Готье                                    |
| 2007 | Кинопремия «Сезар»         | Лучшая музыка к фильму         | Марк Сноу                                     |
| 2007 | Кинопремия «Сезар»         | Лучший монтаж                  | Эвре де Лузе                                  |
| 2007 | Кинопремия «Сезар»         | Лучший звук                    | Жан-Мари Блондель, Тома Дежонкере, Жерар Ламп |
| 2007 | Кинопремия «Сезар»         | Лучший дизайн костюмов         | Джеки Будин                                   |
| 2007 | Кинопремия «Сезар»         | Лучшие декорации               | Жак Солнье                                    |
| 2007 | Кинопремия «Сезар»         | Лучший адаптированный сценарий | Жан-Мишель Рибе                               |